# Fosfuro di cadmio
Il fosfuro di cadmio è un composto chimico inorganico del cadmio e del fosforo con formula Cd3P2. È un materiale semiconduttore solido grigio o bianco bluastro con una banda proibita di 0,5 eV.

## Sintesi e reazioni
Il fosfuro di cadmio può essere preparato in una fiala sottovuoto dalla reazione del cadmio con il fosforo alla temperatura di 600 °C-680 °C:
{\displaystyle {\ce {3Cd \ + \ 2P -> Cd3P2}}}
Il fosfuro di cadmio inoltre è solubile in acido cloridrico secondo la seguente reazione:
{\displaystyle {\ce {Cd3P2\ +\ 6HCl->3CdCl2\ +\ 2PH3\uparrow }}}

## Struttura
A temperatura ambiente il fosfuro di cadmio ha una struttura tetragonale con gruppo spaziale P42/nmc (gruppo nº 137) con costanti di reticolo {\displaystyle a=0,87390\,\mathrm {nm} } e {\displaystyle c=1,22523\,\mathrm {nm} }
La struttura cristallina del fosfuro di cadmio è molto simile a quella del fosfuro di zinco (Zn3P2), dell'arseniuro di cadmio (Cd3As2) e dell'arseniuro di zinco (Zn3As2). Questi composti del sistema quaternario Zn-Cd-P-As presentano una soluzione solida continua completa.

## Applicazioni
È usato come pesticida, per la costruzione di diodi laser e nell'elettronica ad alta frequenza e alta potenza.

## Sicurezza
Come altri fosfuri metallici, è molto tossico se ingerito a causa della formazione del gas fosfina quando reagisce con l'acido gastrico. È anche cancerogeno e pericoloso per la pelle, gli occhi e altri organi, in gran parte a causa dell'avvelenamento da cadmio. 